# 中国共产党第十九届中央纪律检查委员会
中国共产党第十九次全国代表大会于2017年10月18日至24日在北京召开。大会选举产生133名中国共产党第十九届中央纪律检查委员会委员。在任期内共有1名中央纪委委员逝世，另外还有1名中央纪委委员正在接受审查调查。

## 常务委员会委员名单
- 书记：赵乐际
- 副书记：杨晓渡、张升民、刘金国、杨晓超、李书磊、徐令义、肖培、陈小江
  - 2021年1月24日十九届中央纪律检查委员会第五次全体会议增选副书记：喻红秋（女）、傅奎[2]
- 常务委员会委员名单（按姓氏笔画为序排列）：王鸿津、白少康、刘金国、李书磊、杨晓超、杨晓渡、肖培、邹加怡（女）、张升民、张春生、陈小江、陈超英、赵乐际、侯凯、姜信治、骆源、徐令义、凌激、崔鹏
  - 2019年1月13日十九届中央纪律检查委员会第三次全体会议增选常委：卢希（女）[3]
  - 2021年1月24日十九届中央纪律检查委员会第五次全体会议增选常委：喻红秋（女）、傅奎
- 秘书长：杨晓超[4]

## 委员名单
委员名单（按姓氏笔画为序排列）：
- 丁兴农、马奔、王东海、王立山、王成蔚、王兴宁、王希明、王拥军、王荣军、王宾宜、王常松、王鸿津、王雁飞、方北群、方荣堂、邓卫平、邓中华、邓修明、艾俊涛、卢希（女）、田野、田静、白吕、白少康、冯志礼、朱国贤、朱国标、任正晓、任建华、刘昆、刘实、刘建、刘惠、刘化龙、刘文军、刘奇凡、刘昌林、刘金国、刘学新、刘建超、刘海泉、刘德伟、江金权、许传智、许罗德、孙斌、孙也刚、孙怀新、孙新阳、苏德良、李书磊、李仰哲、李欣然（满族）、李宝善、李建明、李清杰、杨宇栋、杨晓超、杨晓渡、肖培、吴志铭、吴海英（女）、吴清海、吴道槐、何平（中直机关）、邹加怡（女）、库热西·买合苏提（维吾尔族）、辛维光、汪利平、汪鸿雁、沈晓晖、宋鸿喜、宋福龙、迟耀云、张军（北京）、张敏（女）、张骥、张升民、张务锋[5]、张春生、张硕辅、陆俊华、陈雍（满族）、陈小江、陈国猛、陈学斌、陈超英、陈辐宽、邵峰、林国耀、罗东川、周亮、周小莹（女）、郑国光、郑振涛、房灵敏、房建孟、赵乐际、赵惠令、侯凯、施克辉、姜信治、贺荣（女）、骆源、耿文清、贾育林、夏红民、徐令义、徐加爱、凌激、郭开朗、陶治国、龚堂华、崔鹏、章建华、梁惠玲（女）、蒋卓庆、蒋洪军、喻红秋（女）、傅奎、舒国增、曾益新、谢杭生、谢新义、蓝佛安、蒲增繁、蔡永中（黎族）、廖国勋（土家族）[6]、廖建宇、滕佳材、潘盛洲、穆红玉（女）、戴均良

## 历次全体会议
|   | 日期                | 內容 | 備註 |
| - | ------------------- | --- | ---- |
| 1 | 2017年10月25日      | - 选举了中央纪律检查委员会书记、副书记和常务委员会委员，报中央委员会批准 |      |
| 2 | 2018年1月11日至13日 | - 以习近平新时代中国特色社会主义思想为指导，全面贯彻落实党的十九大精神 - 研究部署2018年纪检监察工作 - 审议通过了赵乐际同志代表中央纪委常委会所作的工作报告                                                                                    |      |
| 3 | 2019年1月11日至13日 | - 以习近平新时代中国特色社会主义思想为指导，全面贯彻落实党的十九大精神 - 回顾2018年纪检监察工作，总结改革开放40年来纪检监察工作经验，部署2019年任务 - 审议通过了赵乐际同志代表中央纪委常委会所作的工作报告 - 选举卢希为中央纪委常委           |      |
| 4 | 2020年1月13日至15日 | - 以习近平新时代中国特色社会主义思想为指导，深入贯彻党的十九大和十九届二中、三中、四中全会精神 - 回顾2019年纪检监察工作，部署2020年任务 - 审议通过了赵乐际同志代表中央纪委常委会所作的工作报告                                                |      |
| 5 | 2021年1月22日至24日 | - 以习近平新时代中国特色社会主义思想为指导，全面贯彻党的十九大和十九届二中、三中、四中、五中全会精神 - 总结2020年纪检监察工作，部署2021年任务 - 审议通过了赵乐际同志代表中央纪委常委会所作的工作报告 - 选举喻红秋、傅奎为中央纪委常委、副书记 |      |
| 6 | 2022年1月18日至20日 | - 以习近平新时代中国特色社会主义思想为指导，全面贯彻落实党的十九大和十九届历次全会精神 - 总结2021年纪检监察工作，部署2022年任务 - 审议通过了赵乐际同志代表中央纪委常委会所作的工作报告                                                        |      |
| 7 | 2022年10月7日       | - 审议并通过了十九届中央纪委向中国共产党第二十次全国代表大会的工作报告 - 同意将报告提请十九届七中全会审议。 |      |